# أوكسبرينولول
أوكسبرينولول (oxprenolol)

## الاستطباب
- ينتمي إلى مجموعة من الأدوية تسمى حاصرات بيتا , يستخدم لعلاج ارتفاع ضغط الدم ,السكتة الدماغية ,النوبة القلبية.
- كثيراً ما يستخدم مع مدرات البول أو أنواع أخرى من أدوية ضغط الدم.
- يعطى هذا الدواء عن طريق الفم مرتين أو ثلاث مرات يومياً , أو حسب توجيهات الطبيب.

## انتقائية المستقبلات
غير انتقائي يؤثر على B1,B2

## التأثيرات الجانبية
صداع , دوخة , نعاس , غثيان , قيء , اسهال , امساك , طفح جلدي , زيادة في الوزن، صعوبة في التنفس، تغيرات في المزاج .

## تحذيرات
- لا ينصح باستخدام هذا الدواء في حال تواجد أي من المشاكل التالية
- مشاكل في الرئة (ربو , تشنج قصبي , ارتفاع ضغط الدم الرئوي)
- مشاكل في القلب (بطء القلب , فشل القلب)
- مشاكل في الكبد، مشاكل في العين، اضطرابات الغدة الدرقية , مرض السكري.

### الحمل والرضاعة
- لا ينصح باستخدام هذا الدواء خلال فترة الحمل
- هذا الدواء يمر في حليب الثدي ويمكن أن يكون له آثار غير مرغوب بها على الرضع والمرضعات.

## أعراض الجرعة الزائدة
بطء ضربات القلب بشكل غير عادي، صعوبة شديدة في التنفس، فقدان الوعي.

## المصدر
https://web.archive.org/web/20101027123506/http://www.medicinenet.com/oxprenolol-oral/page2.htm